# Acantholimon bashkaleicum
Acantholimon bashkaleicum är en triftväxtart som beskrevs av Doan och Akaydn. Acantholimon bashkaleicum ingår i släktet Acantholimon och familjen triftväxter. Inga underarter finns listade i Catalogue of Life.